# Міністерство транспорту та зв'язку Фінляндії
Міністерство транспорту та зв'язку Фінляндії (фін. Liikenne- ja viestintäministeriö, скор. LVM; швед. Kommunikationsministeriet, скор. KM) — одне із 12 міністерств у складі Державної ради Фінляндії. У Кабінеті Марін з 10 грудня 2019 року чинним міністром транспорту та зв'язку є представник Соціал-демократичної партії Тімо Гаракка.

## Структура та функції
Міністерство транспорту та зв'язку Фінляндії відповідає за підготовку та здійснення політики в галузі транспорту і зв'язку, а також за управління адміністративними установами та організаціями. Воно також контролює транспортну мережу та служби зв'язку країни.
Міністерство складається з чотирьох відділів: відділу корпоративного управління, відділу обслуговування, інформаційного відділу та мережевого відділу.

## Історія
13 вересня 1892 року при господарському департаменті Сенату Великого Князівства Фінляндського була заснована експедиція шляхів сполучення (фін. kulkulaitostoimituskunta). Ця дата вважається і датою заснування сучасного міністерства транспорту та зв'язку. У 2012 році міністерству виповнилося 120 років; це одне із найстаріших міністерств Фінляндії.
Міністерство транспорту та зв'язку отримало свою теперішню назву за часів Другого уряду Ліппонена 1 вересня 2000 року, коли міністерство транспорту змінило назву для того, щоб краще схарактеризувати галузь своєї діяльності.
Міністерство транспорту було створене за часів Першого уряду Койвісто 1 березня 1970 року, коли Міністерство шляхів сполучення та громадських робіт було розділене на Міністерство транспорту та Міністерство праці. Від Міністерства шляхів сполучення та громадських робіт трудові справи були передані Міністерству трудових ресурсів (згодом вищезгадане Міністерство праці), на чолі якого також став новий міністр. Старому ново названому міністерству лишилися питання транспорту та сполучення, якими займався той самий міністр Пааво Айтіо.
З міністерського Відділу цивільної авіації (фін. ilmailuosasto) була утворена Адміністрація цивільної авіації.

## Завдання міністерства
Головним завданням міністерства транспорту та зв'язку є розробка законодавства. Міністерство займається підготовкою законів, постанов і рішень для Державної ради, які виносяться у парламенті, на виступах президента держави та засіданнях ради. Також міністерство видає власні постанови.
До сфери діяльності міністерства згідно зі статутом Державної ради належать:
1. дорожне та залізничне сполучення, цивільна авіація та водне сполучення;
2. транспортні магістралі, порти та аеропорти;
3. дослідження та спостереження за повітряним простором й метеослужби, а також фізичні дослідження моря та спостереження за ним;
4. електронні комунікації, поштові послуги та підтримка преси;
5. інформаційна безпека служб зв'язку.

Завдання міністерства визначені точніше у його робочій програмі.

## Діяльність та цілі міністерства
Міністерство визначило метою своєї транспортної політики забезпечення функціонування повсякденних поїздок, підтримку конкурентоспроможності промисловості та утримання глобального потепління шляхом зменшення викидів.
Метою політики зв'язку є забезпечення усіх домашніх господарств, підприємств та організацій ефективними та надійними комунікаційними каналами та службами. Окрім загальних тенденцій сферу діяльності політики зв'язку формує її глобальний характер у зв'язку з інтенсивним технологічним розвитком, швидкозмінні практики використання, а також виклики, пов'язані із надійністю та безпекою її діяльності.
Транспорт та зв'язок розглядається у міністерстві як одне ціле: питання розглядаються та вирішуються з точок зору служб, мереж та даних.

## Підпорядковані міністерству установи та організації
- Фінський метеорологічний інститут (FMI)
- Агентство транспорту та комунікацій Фінляндії[fi] (Traficom)
- Агентство транспортної інфраструктури Фінляндії[fi]

## Державні компанії під контролем міністерства
Міністерство відповідає за управління наступними державними компаніями:
- Traffic Management Finland Oy[fi];
- Cinia Oy;
- Pohjolan Rautatiet Oy.

Також до сфери відповідальності міністерства входить головна телерадіомовна компанія країни Yleisradio Oy, якою керує парламент Фінляндії.

## Компанії під контролем міністерства раніше
5 грудня 2018 року Державна рада уповноважила Міністерство транспорту та зв'язку передати майно, права інтелектуальної власності, а також бізнес служб управління та контролю транспорту Транспортного агентства Фінляндії компанії Traffic Management Finland Oy. Повністю керована владою компанія з особливим завданням почала свою діяльність 1 вересня 2019 року, коли набув чинності закон про перетворення служб управління та контролю транспорту Транспортного агентства Фінляндії на акціонерне товариство. Наразі до компанії додані керовані служби контролю морського, залізничного та дорожнього сполучення. Також вона переймає на себе суміжні зі службами контролю збір, управління та використання даних.
У 2016 році до компанії управління Державної роди включене також управління підприємства Finnpilot Pilotage, яке до того перебувало під контролем міністерства.
Наступними 21 листопада 2011 року до компанії управління канцелярії Державної ради були включені управління державними підприємствами Meritaito Oy та Arctia Shipping Oy, які до того також перебували під контролем міністерства транспорту та зв'язку.
1 травня 2007 року до компанії управління канцелярії Державної ради були включені управління наступними державними підприємствами, що до того також перебували під контролем міністерства:
- Finnair;
- Raskone;
- Posti Group;
- VR Group;
- Cinia Group;
- Finrail.